# Бомбардировач
Бомбардировач е боен самолет, предназначен за поразяване с авиобомби, авиационни ракети и други средства на наземни, подземни и морски обекти, както и жива сила на противника.
От другите типове бойни самолети ги отличава наличието на сложно бомбардировъчно въоръжение и много по-голямата маса и размери на машината.

## История
Самолетът е използван като бойно средство за първи път в Триполитанската война срещу Турция в Северна Африка.
Първият боен разузнавателен полет е извършен на 23 октомври 1911 г. западно от Триполи от италианския капитан Карло Мария Пиаца със самолет „Блерио“, а първата бомбардировка е извършена на 1 ноември 1911 година, над турския военен лагер край Таджир, от младши лейтенант Джулио Гавоти със самолет „Етрих Таубе“.
Първите опити за преоборудване на аероплани за атакуване на наземни цели са направени преди Първата световна война. Първоначално вместо бомби се използват метални пръчки с размер, малко по-големи от молив. Металните стрелички с размер около 30 см били хвърляни върху кавалерията и пехотата на противника и пробивали дървена траверса с дебелина около 150 mm.
За създател на първата авиационна бомба може да се счита италианският лейтенант К. Ципели, който прави множество опити с авиационни бомби, като най-много усилия хвърля в създаването на взривател и неговото сработване в най-подходящия момент.
Първото бомбардиране на противников обект от български самолет е извършено на 17 ноември 1912 година от италианския доброволец Джовани Сабели (пилот) и майор Васил Златаров (наблюдател) със самолет „Блерио“ XI-2.
Преди началото на Първата световна война в конкурсите за самолети, за първи път се появява наименованието бомбардировач, като изискване към боен самолет. В частност на конкурс в Руската империя преди началото на световната война военните отправят към производителите изискване за: „аероплан, предоставящ възможности за стрелба и хвърляне на бомби“.

## Първа световна война
В началото на войната бомбардировка с аероплан се провеждала по-скоро като психологическо средство за въздействие върху противника, отколкото за нанасяне на сериозни поражения. В ролята на бомбардировачи са използвани леки разузнавателни самолети, пилотите на които взимали със себе си няколко бомби. Бомбите се хвърляли ръчно, прицелването ставало „на око“. Такива рейдове обикновено имали случаен характер и не били съгласувани с наземните войски.
За разлика от самолетите, през войната страшна военна сила били дирижаблите. Най-силна въздухоплавателна държава по това време била Германската империя, която имала цели 18 дирижабъла. Немските апарати можели да преминат разстояние от 2 – 3000 km със скорост 80 – 90 km/h, носейки товар от няколко тона бомби. Например на 14 август 1914 година в резултат от нападението на един военен дирижабъл над град Антверпен били разрушени напълно 60 къщи, а още 900 били повредени. Също така през септември 1914 година немците губят четири дирижабъла в нощна акция, главно поради големия им размер, ниската скорост и най-вече защото били пълни със силно взривоопасен газ – водород (в днешните дирижабли се използва инертният хелий). За военачалниците било ясно, че във въздушните атаки им трябва машина, която да е много по-лека и маневрена.
На 21 ноември 1914 година четири леки разузнавателни самолета от ВВС на Великобритания – „Avro-504“, нанасят удар върху базата за дирижабли на Германия – Фридрихсхафен. Британците смятат тази атака за първото използване на авиацията като стратегическо военно средство.
Първи самолети, специализирани за атака с бомби – бомбардировач, създават в Русия. Авиоконструкторът Игор Сикорски създава четиримоторния самолет „Иля Муромец“ през 1913 година. Произведените през 1913 и 1914 година самолети от този вид били обособени в „Ескадра от въздушни кораби“, създавайки по този начин първото в света бомбардировъчно съединение. Бомбите били разположени както вътре в самолета, така и на външна подвеска. През 1916 година самолетът вече носел около 800 kg бомби, като за пускането им дори се използвал електрически спусък. За защита през 1917 година на самолета са поставени 8 картечници и резервоарите му са защитени с броня.

## Междувоенен период
След края на Първата световна война производството на бомбардировачи като цяло е в застой. В Русия избухва революция, и започва Гражданска война, на Германия е забранено да има въздушни войски и бойни самолети а Великобритания и Франция се занимават с възстановяване на икономиката. Въпреки това бомбардировачите малко по малко се усъвършенстват. Основните качества, които са важни, стават товароносимостта и далекобойността. На скоростта не се отдава толкова голямо значение: от изтребителите многомоторните самолети трябвало да се защитават с многобройните картечници, разположени навсякъде по корпуса на машините.
През 20-те години италианският генерал Джулио Дуе публикува ред статии за стратегическата роля на авиацията, която според него е в състояние с удари по стратегически цели (държавни, военни и икономически) да реши изхода на една война.
В условията на ограниченията от Версайския мирен договор от 1919 година, немските авиоконструктори строели пътнически самолети, които можели с малки модификации да станат военни. Такива бомбардировачи били Ju-86 и He-111, които по-късно, в хода на Втората световна война, стават основни бомбардировачи на Луфтвафе.
Прогресът в авиацията позволява да се строят тежки четиримоторни самолети, неотстъпващи по скорост на бързите двумоторни бомбардировачи. Това основно се постига с намаляването на теглото на двигателите, промените във витлата, подобряване на аеродинамиката на самолетите, гладка обшивка и т.н. подобрения, които от своя страна дават на производителите възможността да натоварят допълнително крилата например, освен повишения товарен обем на машините. Първият такъв самолет е американският четиримоторник Боинг B-17 Flying Fortress, чийто пробен полет е на 28 юли 1935 година.
В началото на 30-те години СССР започва разработката на тежки четиримоторни бомбардировачи. Един от първите е ТБ-3, познат и като АНТ-6, на конструкторското бюро на Андрей Туполев. Това е първият в света бомбардировач със свободноносещо крило. На 27 декември 1936 година започва изпитанието на четиримоторния ТБ-7, преименуван след 1942 г. на Пе-8. Първоначално в заданието на ВВС на СССР, новият съветски бомбардировач е със зададена скорост от 250 km/h и бомбен товар 10 тона. След три години вече е била нужна скорост от 400 km/h, а бомбовият товар е намален на 2 тона за сметка на височината на полета – 12 000 m. За да се достигне такава височина на полета, конструкторите трябвало да направят драстични промени във фюзелажа на машината и да поставят пети мотор, който да задвижва огромен компресор, за да доставя необходимото количество въздух на двигателите за работа такива условия.
През 1939 година Италия започва да произвежда модерните четиримоторни бомбардировачи Piaggio P.108, а Великобритания – „Халифакс“ и „Стърлинг“.
Едновременно с усъвършенстването на класическия бомбардировач през 30-те години на ХХ век се появява нов тип самолет – пикиращ бомбардировач, най-известният и успешен от които е немският Юнкерс Ю 87.

## Втора световна война
По време на Втората световна война воюващите страни използват повече от 100 различни типове бомбардировачи. Най-много модификации има при двумоторните машини. Те основно се определяли на „фронтови“ и „далекобойни“. Първият вид нанасял удари в района на военните действия, обикновено в радиус от около 300 – 400 km, докато посредством втория вид били нанасяни удари в дълбочина, например бомбардировките на съюзниците над Дрезден, Бремен, Берлин, София, Румънските нефтени полета и много други.
В бойни действия за близка въздушна поддръжка на сухопътните войски се използвали предимно едномоторни самолети: „Fairey Battle“, „Су-2“, „Ju-87“ и други. Както показва практиката, те действали изключително успешно при атака на слабо защитени от зенитна артилерия и противникови изтребители позиции. След края на Втората световна война производството на едномоторни бомбардировачи е спряно.
За разлика от Германия и СССР, където предимно се развива „фронтовата“ авиация, в САЩ и Великобритания се обръща много по-голямо внимание на стратегическите (далекобойни) бомбардировачи, снабдени с два и четири двигателя машини, с огромен обсег на действие, способни да нанасят масирани удари по граждански, икономически и военни цели, далеч зад фронтовата линия. В началото на войната Великобритания въвежда на въоръжение бомбардировача „Авро Ланкастър“, който става основен тежък бомбардировач на съюзните сили в Европа.
Основни тежки бомбардировачи на ВВС на САЩ са B-17 Flying Fortress – най-бързият и височинно действащ бомбардировач в света по това време, както и Consolidated B-24 Liberator. След 1944 г. на въоръжение е приет четиримоторният бомбардировач B-29 Superfortress. С такъв бомбардировач, носещ името „Енола Гей“ на 6 август 1945 г. е хвърлена първата атомна бомба над Хирошима.
Сред фронтовите бомбардировачи най-известни са съветските пикиращи „Пе-2“ и Ту-2, английският „De Havilland DH. 98 Москито“, американските „A-20“, B-25 Mitchell „Martin B-26 Marauder“, „Douglas A-26 Invader“.

## Съвременни
В модерните въздушни сили разграничението между бомбардировач, изтребител-бомбардировач и щурмови военен самолет са се размили. Много щурмови самолети, които изглеждат като изтребители и имат възможността да пускат бомби имат малка възможност да влизат във въздушни сражения. Съответно много изтребители, като F-16, са често използвани като „камиони за бомби“, въпреки че са проектирани за въздушен бой.

## Видове
По своите бойни възможности и характера на изпълняваните бойни задачи, бомбардировачите се делят на няколко категории:
- стратегически
- тактически

и
- фронтови
- далекобойни

Фронтовите бомбардировачи поразяват цели предимно в оперативна дълбочина, далекобойните и стратегическите – в оперативна и стратегическа дълбочина, обхваща един или няколко обекта на бойни действия.

## Български бомбардировачи
По време на Балканската война няма специализирани самолети за бомбардировка. Първият самолет, използван за тази цел, е „Блерио“ XI-2. По време на Първата световна война за разузнавателни и бомбардировъчни цели са били използвани немските Otto C-I, от които през 1916 г. са били доставени 13 самолета.
В периода между двете световни войни България няма право на бомбардировъчна авиация. Първите самолети за бомбардировъчни нужди са доставени едва през 1937 г. – 12 двумоторни немски бомбардировача Dornier Do 11 „Прилеп“. През 1939 г. Германия ни доставя бомбардировачи от разформированите вече чехословашки въздушни сили – 32 двумоторни бомбардировача Avia B-71 „Жерав“ и 12 нощни двумоторни бомбардировача Bloch M.B.200 „Бухал“. През 1940 г. са доставени и 11 двумоторни Dornier Do 17 M/P „Ураган“. Първите пикиращи бомбардировачи Юнкерс Ю 87 модификации R и D са доставени в България през 1943 г. На армията е доставен и един двумоторен Хайнкел He-111, но той не е използван за бомбардировъчни цели. След 1945 г. е преоборудван за граждански полети и е първият правителствен самолет.
След Втората световна война през 1945 г. българската авиация получава щурмови бомбардировачи Ил-2, както и двумоторни пикиращи бомбардировачи Пе-2 и Ту-2, последният е използван и като торпедоносец. През 1951 г. са доставени и първите щурмови самолети Ил-10. Първите реактивни бомбардировачи на българските ВВС са Ил-28, доставени през 1954 г. Щурмовата авиация получава едномоторния Су-22 през 1984 г., а през 1986 г. и двумоторния Су-25.